# John Davis
John Davis (Sandridge, Stoke Gabriel, ottobre 1550 – Stretto di Malacca, 29 dicembre 1605) è stato un esploratore inglese.
Egli compì tre importantissimi viaggi alla ricerca del passaggio a nord ovest, servì come pilota e capitano in spedizioni inglesi e olandesi nelle Indie Orientali e, inoltre, fu lo scopritore dell'arcipelago delle Falkland.

## Biografia

### La gioventù ed il progetto del passaggio di nord ovest
Bagnata a sud dalle acque del Canale della Manica e a nord dal Canale di Bristol, la contea del Devonshire diede i natali a John Davis nell’ottobre del 1543, così come riportato dai registri di battesimo nella parrocchia di Stoke Gabriel, a Sandridge, sulle sponde orientali del fiume Dart. Non sappiamo quasi nulla riguardo alla sua infanzia ed adolescenza, ma si suppone che sia stato avviato al mare fin da bambino.
La parrocchia di Brixham, a Greenway, confina con Stoke Gabriel ed è opportuno spostarvisi poiché qui visse per secoli la famiglia dei Gilbert, che esercitò un’influenza enorme nella vita di Davis. Otho Gilbert sposò Katharine Champernoun of Modbury nella prima metà del XVI secolo e la coppia mise alla luce tre figli, John, Humphrey e Adrian. Dopo pochi anni Katharine rimase vedova, e sposò in un secondo matrimonio Walter Raleigh of Farde, unione dalla quale nacquero Carew e Walter. I fratelli Gilbert, in modo particolare Humphrey ed Adrian, e Walter Raleigh rivestirono un ruolo rilevante nelle esplorazioni in generale e nelle vicende di Davis in senso stretto. Humphrey Gilbert pubblicò nel 1576 il suo Discourse, per stimolare la predisposizione di spedizioni alla ricerca del passaggio a nord ovest,  ed egli stesso partì per il Nuovo Mondo, una volta ottenute le lettere patenti dalla Regina che lo autorizzarono a scoprire le parti settentrionali del continente. Dopo un primo viaggio nel 1579 di cui si conosce molto poco, egli intraprese la più nota traversata del 1583 verso Terranova che sancì la presa di possesso dell’isola a nome della Regina. Il progetto coloniale alla base della spedizione non andò in porto, ed in aggiunta il navigatore e politico inglese finì per sempre perduto nelle acque atlantiche, fu visto per l’ultima volta la sera del 9 Settembre 1583. Fallì miseramente anche il progetto coloniale di cui fu a capo Walter Raleigh, il fratellastro dei Gilbert, che fondò una colonia sulle coste della Carolina del Sud popolata da più di cento inglesi mai più ritrovati da successive spedizioni partite per portare aiuti all’insediamento. La scritta “Croaton” incisa su un tronco e circondata dal più totale abbandono, fece pensare ad un trasferimento degli uomini in una qualche località avente quel nome, ciononostante Raleigh non riuscì più a trovare i suoi coloni e negli anni successivi si impegnò in esplorazioni anche nella parte meridionale del Nuovo Mondo. Infine Adrian Gilbert, che rappresentò tra i tre la personalità più vicina a John Davis, perché si rivelò un entusiastico promotore dei viaggi di scoperta.
Tra le prime menzioni del Davis figura quella del diario di John Dee, intellettuale e cultore dei viaggi a nord, nonché legato da rapporti d’amicizia con i più grandi navigatori del tempo, che alla data del 18 Ottobre del 1579 riportò nelle sue pagine la visita di Adrian Gilbert e di John Davis, i quali discussero con Dee a proposito del geografo Emery Molineux che per motivi ancora oggi sconosciuti destò la collera del navigatore. Su Emery Molineux torneremo più avanti, quando analizzeremo la sua mappa del mondo realizzata nel 1592.
Dalle pagine del medesimo diario scritte nella prima metà degli anni ’80 del XVI secolo si coglie una mobilitazione organizzativa dei tre uomini, in direzione del passaggio di nord ovest:
- In un incontro del 23 gennaio 1583 il segretario della regina Francis Walsingham interloquì con Adrian Gilbert e Dee a proposito dei viaggi di scoperta a nord di Terranova;
- Il 24 di gennaio 1583 i tre con in più un certo Mr.Beale discussero segretamente nell’abitazione di quest’ultimo a proposito della rotta di nord ovest, carte alla mano;
- Il 6 marzo 1583 Adrian Gilbert, Davis e Dee parlarono della rotta navale in compagnia di George Barnes, azionista influente della Compagnia di Moscovia, il viaggiatore e mercante William Towerson e Thomas Hudson, uno dei fondatori della Compagnia di Moscovia e probabilmente zio del celebre navigatore Henry Hudson, tra i protagonisti nella seconda fase della scoperta del passaggio di nord ovest. "Dee affermò che c’erano cinque passaggi dall’Europa al Catai: i due di cui s’erano appropriati per prelazione Spagna e Portogallo, quello a Nordest che la Compagnia di Moscovia aveva inutilmente cercato, il percorso polare (di cui Robert Thorne aveva sostenuto l’opportunità cinquant’anni prima) e quello a nord ovest. Gli ultimi due, egli riteneva, meritavano la ricerca.

Il 1583 dovette rimanere impresso nella mente del navigatore come uno tra gli anni più graditi, giacché al fermento di pianificazione ed alle discussioni in compagnia di intellettuali e navigatori s’aggiunse la nascita del primo figlio a fine marzo, frutto delle nozze con Faith Fulford nel 1582.